# بخش راملی (شهرستان هریسون، اوهایو)
بخش راملی (به انگلیسی: Rumley Township) یک منطقهٔ مسکونی در ایالات متحده آمریکا است که در شهرستان هریسون، اوهایو واقع شده‌است.
 بخش راملی ۶۰٫۳۸ کیلومتر مربع مساحت و ۱٬۴۷۱ نفر جمعیت دارد و ۳۶۸ متر بالاتر از سطح دریا واقع شده‌است.